# Cercier
Cercier ist eine französische Gemeinde im Département Haute-Savoie in der Region Auvergne-Rhône-Alpes.

## Geographie
Cercier liegt auf 590 m, etwa 15 Kilometer nordnordwestlich der Stadt Annecy (Luftlinie). Das Bauerndorf erstreckt sich an aussichtsreicher Lage an einem sanft nach Norden geneigten Hang hoch über dem Tal der Usses, südwestlich des Höhenrückens des Salève, im Genevois.
Die Fläche des 11,46 km² großen Gemeindegebiets umfasst einen Abschnitt des Genevois. Im Norden verläuft die Grenze entlang den Usses, einem linken Seitenfluss der Rhone, der hier in einem offenen Tal mit mehreren Windungen von Osten nach Westen fließt. Vom Flusslauf erstreckt sich das Gemeindeareal südwärts über den meist bewaldeten Talboden und den relativ sanft geneigten Hang von Cercier bis auf den angrenzenden breiten Höhenrücken, auf dem mit 713 m die höchste Erhebung von Cercier erreicht wird. Die östliche Abgrenzung bildet das Tälchen des Ruisseau de Mounaz.
Zu Cercier gehören neben dem eigentlichen Ortskern auch verschiedene Weilersiedlungen und Gehöfte, darunter: 
- Les Pratz (480 m) auf einer Geländeterrasse über dem Tal der Usses
- Cologny (595 m) am südlichen Talhang der Usses
- Rassier (595 m) am südlichen Talhang der Usses
- Latrossaz (570 m) am südlichen Talhang der Usses

Nachbargemeinden von Cercier sind Cernex und Copponex im Norden, Cruseilles und Allonzier-la-Caille im Osten, Choisy im Süden sowie Marlioz im Westen.

## Sehenswürdigkeiten
Die Dorfkirche de l’Assomption stammt ursprünglich aus dem 13. Jahrhundert. Aus dieser Zeit sind der Chor und das Schiff erhalten, die später jedoch mehrfach restauriert und teilweise umgestaltet wurden. Die letzte größere Restauration datiert von 1950.

## Bevölkerung
| Jahr                       | 1962 | 1968 | 1975 | 1982 | 1990 | 1999 | 2017 |
| Einwohner                  | 265  | 264  | 302  | 365  | 454  | 518  | 678  |
| Quellen: Cassini und INSEE |      |      |      |      |      |      |      |

Mit 729 Einwohnern (Stand 1. Januar 2022) gehört Cercier zu den kleinen Gemeinden des Départements Haute-Savoie. Im Verlauf des 19. und 20. Jahrhunderts nahm die Einwohnerzahl aufgrund starker Abwanderung kontinuierlich ab (1861 wurden in Cercier noch 685 Einwohner gezählt). Seit Beginn der 1970er Jahre wurde jedoch dank der schönen Wohnlage wieder eine deutliche Bevölkerungszunahme verzeichnet.

## Wirtschaft und Infrastruktur
Cercier ist noch heute ein vorwiegend durch die Landwirtschaft geprägtes Dorf. Daneben gibt es einige Betriebe des lokalen Kleingewerbes. Viele Erwerbstätige sind Wegpendler, die in den größeren Ortschaften der Umgebung, insbesondere im Raum Annecy ihrer Arbeit nachgehen.
Die Ortschaft liegt abseits der größeren Durchgangsstraßen an einer Departementsstraße, die von Allonzier-la-Caille durch das Vallée des Usses nach Frangy führt. Weitere Straßenverbindungen bestehen mit Cruseilles, Cernex und Marlioz. Der nächste Anschluss an die Autobahn A41 befindet sich in einer Entfernung von rund 9 km.